# Saison 2006-2007 du Limoges CSP Élite
La saison 2006-2007 est la première du CSP Limoges en Pro B depuis le dépôt de bilan de 2004. le CSP Limoges accède à cette division après deux saisons en Nationale masculine 1 (NM1).
| Numéro      | Nom                | Né en              | Taille             | Nationalité        | Poste              |
| ----------- | ------------------ | ------------------ | ------------------ | ------------------ | ------------------ |
| 4           | Andrius Ragauskas  | 20/08/79           | 1,89 m             | Lituanie           | 2                  |
| 5           | Jacques Wampfler   | 24/08/83           | 1,95 m             | France             | 2/3                |
| 6           | Pierrick Lazare    | 28/11/81           | 1,85 m             | France             | 1                  |
| 8           | Varnie Dennis      | 21/01/82           | 2,02 m             | Liberia            | 3                  |
| 9           | Fabien Dubos       | 10/11/77           | 2,07 m             | France             | 4                  |
| 10          | François Renaux    | 03/10/82           | 1,94 m             | France             | 3                  |
| 11          | Paweł Storożyński  | 24/03/79           | 2,03 m             | France             | 3/4                |
| 12          | Dawan Robinson     | 10/02/82           | 1,89 m             | États-Unis         | 1                  |
| 13          | David Thévenon     | 16/05/77           | 1,86 m             | France             | 1                  |
| 14          | Dennis Latimore    | 19/09/82           | 2,06 m             | États-Unis         | 4                  |
| 14          | Curtis Nash        | 07/11/80           | 1,96 m             | États-Unis         | 2                  |
| 15          | Olivier Gouez      | 24/06/84           | 2,18 m             | France             | 5                  |
| 16          | Amadou Dioum       | 04/02/72           | 1,99 m             | France             | 4                  |
| 18          | Benjamin Voisin    | 08/04/89           | 1,95 m             | France             | 3                  |
| 19          | Lucas Durand       | 24/04/90           | 1,90 m             | France             | 2                  |
| 8           | Byron Burnett      | 06/02/82           | 2,04 m             | États-Unis         | 5                  |
| 12          | Jermaine Bucknor   | 01/11/83           | 1,98 m             | Canada             | 3                  |
| Encadrement |                    |                    |                    |                    |                    |
| Entraîneur  | Frédéric Forte     | Frédéric Forte     | Frédéric Forte     | Frédéric Forte     | Frédéric Forte     |
| Assistant   | Alexandre Casimiri | Alexandre Casimiri | Alexandre Casimiri | Alexandre Casimiri | Alexandre Casimiri |